# Arrã (rei)
Arrã (em armênio/arménio:  Առանը; fl. século I) foi um rei e fundador semilendário da Albânia do Cáucaso. O antigo historiador armênio Moisés de Corene fala de um certo Arrã, descendente do lendário patriarca armênio Haico, através de Sisaque. De acordo com Moisés de Dascurã ele era descendente de 9.ª geração de Jafé. É considerado o progenitor da dinastia dos arranxaíquidas. De acordo com uma tradição lendária relatada por Corene, Arrã era descendente de Sisaque, o ancestral dos Siúnidas da província de Siunique, na Albânia, e, portanto, bisneto do epônimo ancestral dos albaneses. Quase não existe informação sobre ele e seus sucessores, exceto nomes. Foi contemporâneo de Abraão de acordo com Moisés de Dascurã, o que parece ser uma lenda.
Nascido em Siunique, provavelmente pertencia a um ramo secundário da dinastia alúpida. Há poucas informação sobre Arrã. 
Moisés de Corene menciona que foi nomeado governante da Albânia por Valarsaces I (século III a.C.) da dinastia governante parta dos Arsácidas no século I e que era da dinastia siúnida.
Arrã fez uma aliança com a Pártia, possivelmente cimentada por um casamento entre os alúpidas e os Arsácidas. Em 35, agiu em aliança com Farasmanes I, rei da Ibéria, contra os partos, que tentavam estabelecer superioridade sobre a Grande Armênia. Como resultado, as tropas de Farasmanes e Arrã derrotaram o parta Xazade Orodes.
Durante o seu reinado, o missionário cristão Eliseu criou a primeira comunidade cristã na cidade de Chura em 43. Ao mesmo tempo, durante a época de Arrã, o reino adquiriu fortalecimento interno. A partir de então, em homenagem a Arrã, a Albânia do Cáucaso na Pártia passou a ser chamada de País de Arrã ou simplesmente Arrã (mais tarde preservada até a profunda Idade Média).
Passou uma parte significativa de seu reinado na luta com tribos montanhesas do moderno Daguestão, e com a Grande Armênia. Morreu no início dos anos 50. Foi sucedido por seu filho Arrai.